# Peter Claffey
Peter Claffey (nascido em 28 de julho de 1996) é um ator irlandês e ex-jogador de rugby union.

## Rugby
Claffey jogou rugby union pelo Ballinasloe RFC na Connacht Senior League. Avançado, ele ingressou na academia Connacht Rugby em 2015. Ele jogou pela seleção irlandesa de rugby sub-20 no Campeonato das Seis Nações Sub-20 de 2016. Ele assinou um contrato profissional com a Connacht Rugby em 2018. Em 2019, assinou contrato com o Terenure College.

## Atuação
Claffey formou-se em atuação na Bow Street Academy em Dublin. Ele fez sua estreia profissional nos palcos em 2022, interpretando Iggy em A Whistle in the Dark, de Tom Murphy, no Abbey Theatre em Dublin.
Sua carreira na tela começou em 2022 com aparições na televisão nos programas Harry Wild e na comédia de humor negro da Apple TV, Bad Sisters. Naquele ano, ele interpretou Cormac na série de comédia Wreck da BBC Three, para a qual filmou uma segunda temporada em 2023.
Claffey aparece na terceira temporada de Vikings: Valhalla e na adaptação cinematográfica de Small Things Like These liderada por Cillian Murphy.
Em abril de 2024, Claffey foi escalado para a série prequela de Game of Thrones no papel principal de Sor Duncan, o Alto — também conhecido como Dunk, em A Knight of the Seven Kingdoms: The Hedge Knight, escrito por George R. R. Martin e Ira Parker, e ambientado um século antes dos eventos de Game of Thrones, mas 72 anos após o início da história contada em House of the Dragon.

## Filmografia
| † | Indica obras ainda não lançadas |

| Ano          | Nome                             | Papel              | Notas                                             |
| ------------ | -------------------------------- | ------------------ | ------------------------------------------------- |
| 2022         | Harry Wild                       | Billy              | Episódio: "An Unhappy Happy is a Dangerous Thing" |
| 2022         | Bad Sisters                      | Callum             | Episódio: "Explode a Man"                         |
| 2022–present | Wreck                            | Comac Kelly        | 12 episódios                                      |
| 2024         | Small Things Like These          |                    |                                                   |
| TBA          | Vikings: Valhalla                |                    | 3ª temporada                                      |
| TBA          | A Knight of the Seven Kingdoms † | Sor Duncan, o Alto | Personagem principal                              |